# Cartoon Network Canada
Cartoon Network (în trecut Teletoon) este un canal canadian de specialitate în limba engleză, deținut de Teletoon Canada, Inc., o filială a Corus Entertainment. Numele său este un portmanteau de „television” și „cartoon”. Canalul difuzează în primul rând diverse seriale animate, inclusiv conținut original și importat, adresat copiilor și adolescenților mai tineri. Până în 2019, canalul a desfășurat și programări destinate tinerilor și adulților mai mari. 
Teletoon operează două fluxuri de timp care funcționează pe programul de est și Pacific. Alături de echivalentul său francez Télétoon, este disponibil în peste 7 3 milioane de locuințe canadiene începând din noiembrie 2013.

## Istorie

### Teletoon
În 1997, Teletoon a fost licențiat de către Comisia canadiană de radio-televiziune și telecomunicații (CRTC) după ce o cerere aferentă pentru un canal denumit „Fun TV” a fost respinsă. Canalul a fost lansat pe 17 octombrie 1997. Canalul a fost deținut inițial de un consorțiu de alte servicii și producători de specialitate canadieni: Family Channel acționând ca partener de conducere la 53,3% (Superchannel/WIC și The Movie Network/Astral Media), YTV la 26,7%, (Shaw Communications), Cinar, și Nelvana cu 10% fiecare.
Teletoon este licențiat ca serviciu bilingv în engleză și franceză, fiind unul dintre cele două servicii de specialitate canadiene cu o astfel de licență; canalul menține două fluxuri sub licență de la francezi care operează sub brandingul Télétoon. La audierea inițială de acordare a licenței în fața CRTC, operatorii rețelei au declarat că cele două canale „ar fi de natură similară și programate cu o atitudine similară față de ele”, dar că pot exista diferențe în programarea lor din cauza diferențelor de pe piață (inclusiv interdicția din Quebec privind publicitatea pentru copii) și drepturile de program. În acest scop, Teletoon a comandat adesea programarea să fie difuzată atât în engleză, cât și în franceză, ori de câte ori este posibil.
Ca o condiție de licență, Teletoon s-a angajat să dedice 40% din programarea sa conținutului canadian în primul său an de funcționare, crescând treptat cu cinci procente anual, până la 60% până în 2002. Într-un interval de timp similar, s-a angajat, de asemenea, să aibă cel puțin jumătate. a programării sale finanțate de și comandate de la terți neafiliați proprietarilor săi.
În 1998, managementul rețelei a decis să se concentreze pe reînnoiri în loc de emisiuni noi - adoptând o strategie mai prudentă decât lansarea unui număr semnificativ de seriale noi, așa cum a făcut în anul anterior. Până în 2001, canalul a investit peste 96 de milioane de dolari în 98 de producții originale de la lansare; Directorul de programare originală al Teletoon, Madeleine Levesque, a declarat că „Nu cred că niciun alt radiodifuzor a contribuit atât de mult, atât de bine, atât de repede”.
Pe 4 martie 2013, Corus Entertainment a anunțat că va cumpăra participația Astral la Teletoon și va prelua proprietatea deplină a canalului. Achiziția a vizat preluarea Astral de către Bell Media (care fusese respinsă anterior de CRTC în octombrie 2012, dar a fost restructurată pentru a permite vânzarea anumitor proprietăți Astral Media pentru a permite achiziția să elimine obstacolele de reglementare). Achiziția lui Corus a fost aprobată de Biroul de Concurență două săptămâni mai târziu, pe 18 martie; pe 20 decembrie 2013, CRTC a aprobat dreptul de proprietate total al lui Corus asupra Teletoon, iar proprietatea a fost transferată la 1 ianuarie 2014. Canalul continuă să fie deținut de Teletoon Canada, acum deținut în totalitate de Corus Entertainment sub divizia sa Corus Kids.

### Cartoon Network
Pe 21 februarie 2023, Corus a anunțat că Teletoon va fi rebrand-uit ca Cartoon Network pe 27 martie 2023. Ultimul brand a existat în două încarnări anterioare din Canada sub deținerea Corus, începând cu 2012, al doilea înlocuind Teletoon Retro în 2015. Canalul existent Cartoon Network a fost relansat concomitent sub marca canalului soră al Cartoon Network, Boomerang (care va fi dedicat difuzării bibliotecii și francizelor clasice): marca Teletoon va continua să fie folosită pentru serviciul său de streaming Teletoon+, dar rebrand-ul va pune capăt prezenței mărcii ca post tv specializat în limba engleză după peste 25 de ani de funcționare.

## Programare
Teletoon prezintă în principal seriale de televiziune animate și filme. Licența sa inițial impunea ca 90% din toate programele de pe canal să fie animate. Omologul său în limba franceză conține un program diferit de programe, unele fiind versiuni dublate franceze de spectacole, cum ar fi South Park. De cele mai multe ori, Teletoon doar afișează Cartoon Network.
Ocazional, sunt afișați piloți de televiziune care până acum nu au fost dezvoltați ca un serial TV complet, precum Nemesis și Bob the Slob.

### Serie originală
La înființarea sa din 1996, canalul avea un obiectiv declarat de a produce 78 de jumătate de ore de conținut original în fiecare an și a activat în funcționarea programării de atunci. Licența acordată de Canadian Radio-television and Telecommunications Commission (CRTC) în 1996 a necesitat o creștere treptată a porțiunii de programare canadiană în program cu aproximativ cinci procente în fiecare an, începând de la 40% în primul său an de funcționare la 60% până la 2002. În 1998, managementul rețelei a decis să se concentreze asupra reînnoirilor în loc de spectacole noi - adoptând o strategie mai prudentă decât lansarea unui număr semnificativ de serii noi, așa cum a avut-o în anul precedent. Până în 2001, însă, postul a fost remarcat ca fiind canalul canadian cu cea mai mare cheltuială pentru producția originală, investind în 98 de serii, inclusiv 225 de episoade de jumătate de oră în sezonul de toamnă.

#### Ani de utilizare
Ca serviciu bilingv, Teletoon / Télétoon menține două fluxuri de difuzare separate, cu o singură licență pentru canalele de limbă engleză și franceză. Este unul dintre doar două servicii canadiene de specialitate cu o astfel de licență. În cadrul ședinței inițiale de licențiere anterioară CRTC, operatorii rețelei au declarat că cele două canale „ar fi de natură similară și programate cu o atitudine similară față de acestea. copiii din Québec și din cauza abordării diferențelor de pe piață, ar putea exista variații în serviciile oferite. " În acest scop, stația a pus în aplicare o cerință ca toată programarea originală să fie livrată în ambele limbi. Până în 2007, însă, această condiție fusese relaxată pentru a se aplica „ori de câte ori este posibil”, iar în anii următori, unele serii originale au fost afișate doar pe unul dintre canale.

## Servicii asemănătoare
La 24 noiembrie 2000, Canadian Radio-television and Telecommunications Commission (CRTC) a aprobat mai multe cereri de la Teletoon Canada Inc. pentru lansarea a șase canale de televiziune din categoria 2, denumite Teletoon Action, Teletoon Adult, Teletoon Art, Teletoon Multi, Teletoon Pop și Teletoon Retro. Niciunul dintre canalele lansate și licențele lor de difuzare au expirat la 24 noiembrie 2004. Conceptul Teletoon Retro va fi ulterior reînviat sub o altă licență.

### Actual

#### Télétoon
Télétoon este omologul francez la Teletoon, care transmite în franceză cea mai mare parte a emisiunilor de la omologul său englez.

#### Teletoon HD
Pe 18 aprilie 2012, Teletoon a lansat un feed de înaltă definiție numit Teletoon HD, care simulează feedul cu definiție standard East Coast. Versiunea estică a Teletoon HD este disponibilă prin Eastlink, Cogeco Cable, Bell TV, Telus Satellite, Shaw Direct, Rogers Cable și alți furnizori.
Telus Optik TV a anunțat că va transporta versiunea occidentală a Teletoon HD, care simulează feed-ul West Coast.

#### Cartoon Network
La 4 noiembrie 2011, Canadian Radio-television and Telecommunications Commission (CRTC) a aprobat o cerere de la Teletoon Canada Inc. (atunci co-deținută în comun de Corus Entertainment și Astral Media) pentru a lansa Teletoon Kapow!, un cablu digital de categoria B și Canalul de satelit a dedicat „programarea de pe piețele internaționale, cu cele mai recente tendințe în acțiune non-violentă, aventură, supereroi, comedie și interactivitate”. La 2 februarie 2012, Teletoon a anunțat că va lansa un canal local Cartoon Network în Canada. A debutat folosind Teletoon Kapow! licență la 4 iulie 2012.
De la 1 septembrie 2015, Cartoon Network operează sub licența de difuzare acordată inițial pentru Teletoon Retro. Corus a avut atunci Teletoon Kapow! licență revocată la 2 octombrie 2015.
Pe data de 27 martie 2023, Cartoon Network a devenit Boomerang, și canalul Cartoon Network va transmite în continuare în Canada. 

### Fost

#### Teletoon Retro
Teletoon Retro a fost un canal digital de cablu și satelit din categoria B care a debutat în toamna anului 2007 și a fost numit după un bloc de programe care a prezentat serii animate clasice. Spectacolele văzute pe canal au inclus Noile desene cu Tom și Jerry, The Bugs Bunny & Tweety Show, Scooby-Doo, Aventuri în epoca de piatră, Ratonii, Familia Jetson, Pantera Roz, Fat Albert și Cosby Kids, Inspectoul Gadget și Gumby; mai multe filme au difuzat și el.
Canalul a fost întrerupt la 1 septembrie 2015, cu Disney Channel Canada (pe Bell TV, EastLink, Telus Optik TV, VMedia, Vidéotron, MTS, Bell Fibe TV și Zazeen), sau Cartoon Network (pe Shaw Direct / Shaw Cable, Rogers Cable, SaskTel și Westman Communications) preiau slotul său de la mai mulți furnizori. În anii de atunci, Teletoon a difuzat o programare clasică în timpul orelor de vizionare fără vârf.

#### Teletoon at Night
Lansat în septembrie 2002 drept „The Detour on Teletoon”, blocul este o amalgamare a acestuia și „Teletoon Unleashed”, un bloc de programare pentru adulți. Omologul său francez, Télétoon la nuit, se difuzează pe canalul Francophone Télétoon. În septembrie 2009, blocul a fost relansat sub numele său actual cu o revizuire a aspectului său.
În martie 2019, s-a anunțat că blocul va fi întrerupt din cauza lansării noului canal Adult Swim pe 1 aprilie 2019.